# معدن الماس ویلیامسون
معدن الماس ویلیامسون (به لاتین: Williamson diamond mine) یک منطقهٔ مسکونی در تانزانیا است.